# Dominique Prosper de Chermont
Pour les articles homonymes, voir Chermont (homonymie).
Dominique Prosper de Chermont, né le 24 novembre 1741 à Toul (Trois-Évêchés), et mort le 13 novembre 1798 à Pondichéry est un général français et un administrateur colonial français.

## États de service
Il entre en service le 8 mars 1753, à l'école militaire, et il devient lieutenant de cavalerie en 1757, puis capitaine au régiment de Poitou-infanterie en 1771.
Il est gouverneur de l'île Bourbon, aujourd'hui La Réunion, du 8 septembre 1790 au 18 octobre 1792. Pendant sa gouvernance, il doit gérer les troubles et leur envenimement à la suite de la passation de pouvoir entre l'Assemblée Générale et l'Assemblée Coloniale.
Le 16 novembre 1792, il est nommé colonel au 108e régiment d'infanterie de ligne. Fin janvier 1793, il remplace au poste de gouverneur de Pondichéry, Camille-Charles Le Clerc de Fresne, et il est promu général de brigade le 8 mars. 
Prosper de Chermont se prépare à l'imminence d'un siège de Pondichéry par les Anglais à la suite des évènements en Europe. Depuis la Révolution française, il doit aussi faire face au conflit entre la municipalité, l'Assemblée coloniale et le Commissaire civil. Mais dès le 12 juillet , Pondichéry est envahit par les troupes du Général John Braithwaite (en). Chermont n'a à sa disposition que de 1 800 hommes tandis que l'armée anglaise a 24 000 hommes. Il tient pendant 42 jours avant de capituler et d'être fait prisonnier le 24 août  1793.
Il meurt le 13 novembre 1798 à Pondichéry.

## Publications
- Mémoires sur l'Amérique, 1779, 400 p. (OCLC 702162565)

### Sources et bibliographie
- (en) « Generals Who Served in the French Army during the Period 1789 - 1814: Eberle to Exelmans »
- Docteur Robinet, Jean-François Eugène et J. Le Chapelain, Dictionnaire historique et biographique de la révolution et de l'empire, 1789-1815, volume 2, Librairie Historique de la révolution et de l’empire, 900 p. (lire en ligne), p. 402.
- Léon Hennet, Etat militaire de France pour l’année 1793, Siège de la société, Paris, 1903, p. 175.